# Shinigami
Shinigami (jap. 死神, 死に神 bóg, bóstwo, duch, kami śmierci) – kami prowadzące (zapraszające, kuszące) człowieka ku śmierci, wzbudzające w człowieku myśl o śmierci, występują często parami.

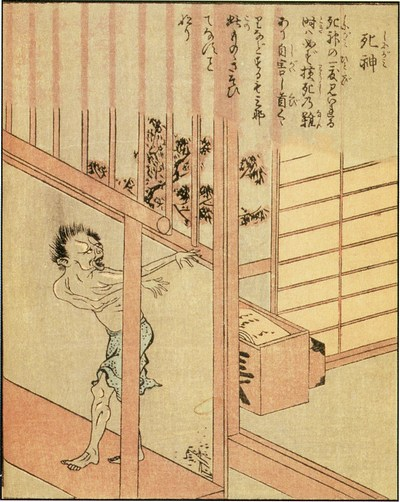
Shunsensai Takehara, Shinigami, ilustracja z książki Ehon hyaku-monogatari, 1841 r.

Jest to postać rzadko występująca w mitach i literaturze minionych wieków. Stała się natomiast stosunkowo popularna współcześnie, pojawiając się w różnych formach twórczości i w swobodnej interpretacji przede wszystkim w mandze i anime.
Najstarszym odniesieniem tego kami jest prabogini shintō Izanami, która jest uważana zarówno za stwórczynię świata, jak i czasami za boginię śmierci. Na początku XVIII wieku shinigami pojawia się w sztukach i dziełach Monzaemona Chikamatsu (1653–1725) dla ningyō-jōruri w kontekście podwójnych samobójstw kochanków.
Jedna z ilustracji sporządzonych przez artystę ukiyo-e, Shunsensaia Takeharę do księgi stworzeń-potworów, zatytułowanej Ehon hyaku-monogatari („Sto ilustrowanych opowieści”) wydanej ok. 1841 roku, przedstawia shinigami.
W polskich przekładach shinigami występuje pod różnymi nazwami, np. „bóg śmierci” (Death Note), „strażnik śmierci” (Bleach), „pan Śmierć” (Soul Eater), „żniwiarz” (Kuroshitsuji), „anioł śmierci” (Hellsing).